# Нестерово (Дмитровский городской округ)
Нестерово — деревня в Дмитровском районе Московской области, в составе сельского поселения Синьковское. Население — 3 чел. (2010). До 2006 года Нестерово входило в состав Синьковского сельского округа.

## Расположение
Деревня расположена в западной части района, примерно в 14 км к западу от Дмитрова, у истоков безымянного левого притока реки Яхрома, высота центра над уровнем моря 187 м. Ближайшие населённые пункты — Лишенино на юго-западе, Поповское на севере, Савельево и Арбузово на северо-востоке.

## Население
| 2002 | 2006 | 2010 |
| ---- | ---- | ---- |
| 4    | →4   | ↘3   |